# Acronicta schwingenschussi
Acronicta schwingenschussi là một loài bướm đêm trong họ Noctuidae.